# Sonet 70 (William Szekspir)

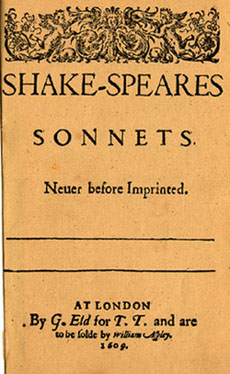
Strona tytułowa pierwszego wydania sonetów Shakespeare’a

Sonet 70 (Że winią ciebie, to ci nie uwłacza) – jeden z cyklu sonetów autorstwa Williama Shakespeare’a. Po raz pierwszy został opublikowany w 1609 roku.

## Treść
W sonecie tym podmiot liryczny, który przez niektórych badaczy jest utożsamiany z autorem, nawołuje tajemniczego młodzieńca do cierpliwości w konflikatach z innymi.